# Birgit Fiolka
Birgit Fiolka (* 1974 in Duisburg) ist eine deutsche Schriftstellerin. Ihre Buchthemen umfassen den historischen Roman, speziell das Alte Ägypten, die Bronzezeit und die Antike. Daneben gibt es auch eine Fantasy-Reihe der Autorin. Birgit Fiolka lebt und arbeitet in Duisburg.

## Leben
Birgit Fiolka absolvierte zunächst eine Ausbildung zur Justizangestellten und arbeitete einige Jahre in diesem Beruf. 2001 erschien ihr erster historischer Roman – Bint-Anat. Tochter des Nils  – über die ägyptische Königin Bintanat, eine Tochter von Ramses II. Seitdem arbeitet Birgit Fiolka als freie Autorin. Ihre Schwerpunkte umfassen die Bronzezeit sowie die Antike und vor allem das Alte Ägypten. Daneben gibt es auch eine Fantasy-Linie der Autorin im Bereich Mystery-Thriller und epische Fantasy. 2004 gründete Birgit Fiolka zusammen mit der Ägyptologin und Künstlerin Daniela Rutica und dem Fotografen André Elbing die Kunst- und Eventgruppe Art of KaRa, welche sich der szenischen Darstellung des Alten Ägypten widmet. Seit 2006 arbeitet Birgit Fiolka zudem als Make-up-Artist für Foto, Film und TV und nebenberuflich als Sprecherin. Sie ist Mitglied im Verband Deutscher Schriftsteller und wurde 2005 für den Literaturpreis des Landes Nordrhein-Westfalen vorgeschlagen.

## Werke
Historische Romane
- Bint-Anat. Tochter des Nils. Droemer Knaur, 2001, ISBN 3-426-61891-5.
- Sit-Ra. Weise Frau vom Nil. Droemer Knaur, 2002, ISBN 3-426-62193-2.
- Sit-Ra. Die Rache der Weisen Frau. Droemer Knaur, 2004, ISBN 3-426-62194-0.
- Pamiu. Liebling der Götter. Droemer Knaur, 2005, ISBN 3-426-62695-0.
- Amazonentochter. Bastei-Lübbe, 2008, ISBN 978-3-404-15857-7.
- Das Vermächtnis der Amazonen. Bastei-Lübbe, 2009, ISBN 978-3-404-16292-5.
- Hatschepsut. Die schwarze Löwin. CreateSpace Independent Publishing Platform, 2012, ISBN 978-1-4775-6145-4.
- Hatschepsut. Der goldene Falke. CreateSpace Independent Publishing Platform, 2012, ISBN 978-1-4776-1660-4.
- Der Gesang des Satyrn. CreateSpace Independent Publishing Platform, 2012, ISBN 978-1-4776-1693-2.
- Bint-Anat. Tochter des Nils. Directors Cut. CreateSpace Independent Publishing Platform, 2012, ISBN 978-1-4782-2618-5.
- Amazonenmond. CreateSpace Independent Publishing Platform, 2013, ISBN 978-1-4922-9250-0.
- Sati. Töchter der Sonne. CreateSpace Independent Publishing Platform, 2014, ISBN 978-1-4974-4701-1.

Kurzgeschichten
- Die Tempelkatze und die Tänzerin. Kindle Edition, Amazon Media EU S.à r.l., 2011, ISBN 978-3-942660-73-0.
- Rezept zu Fonthill Abbey. In: Die Köche. Speisekammer des Schlemmens. von Ulrich Burger (Herausgeber) Ub-Verlag, 2012, ISBN 978-3-943378-05-4.

Epische Fantasy
- Blutschwestern. Die Legenden von Engil. Band 1. Aufbau-Verlag, 2010, ISBN 978-3-7466-2654-3.
- Feuerprinz. Die Legenden von Engil. Band 2. Aufbau-Verlag, 2011, ISBN 978-3-7466-2722-9.
- Lunis. CreateSpace Independent Publishing Platform, 2012, ISBN 978-1-4791-9883-2.

Mystery-Thriller
- Fonthill-Abbey. CreateSpace Independent Publishing Platform, 2012, ISBN 978-1-4781-5867-7.
- Der 18. Schlüssel. CreateSpace Independent Publishing Platform, 2012, ISBN 978-1-4776-1725-0.
- 12 Sonnen. CreateSpace Independent Publishing Platform, 2013, ISBN 978-1-4823-5018-0.
- Luxuria – Todsünde. CreateSpace Independent Publishing Platform, 2014, ISBN 978-1-5030-6346-4.

Hörbücher
- Amazonentochter. Sprecherin: Annabelle Krieg, Radioropa Hörbuch, 2009
- Das Vermächtnis der Amazonen. Sprecherin: Annabelle Krieg, Radioropa Hörbuch, 2009
- Amazonenmond. Label und Sprecherin: Birgit Fiolka, 2013
- Sati. Töchter der Sonne. Sprecherin: Birgit Fiolka, Radioropa Hörbuch, 2014